# All My Life (canção)
"All My Life" é uma canção da banda Foo Fighters, lançada em 2002 como primeiro single de seu álbum One by One. A canção ganhou um Grammy de "melhor performance de Hard Rock", e passou dez semanas na frente na #1 posição no Modern Rock Tracks.
De acordo com Dave Grohl, a canção "era originalmente um instrumental e passou por algumas versões diferentes. Na primeira, ficou realmente dissonante e barulhenta. Nós gravamos o instrumental e eu não tinha a menor ideia de como iria cantá-la".
Em março de 2005, a revista Q apontou "All My Life" na posição 94 das 100 melhores faixas de guitarras.

## Videoclipe
O videoclipe, dirigido por Grohl, consiste em executar a música da banda no palco em frente de uma tela de vídeo do The Forum em Inglewood, Califórnia, perto de Los Angeles. O vídeo foi incluído em um DVD extra, que foi embalado com a versão em CD do álbum.

## Lista de faixas
CD1:
1. "All My Life"
2. "Sister Europe" (cover de Psychadelic Furs)
3. "Win or Lose"
4. "All My Life (Director's Cut)"

- "Win or Lose" é uma versão reformulada de uma antiga canção, "Make a Bet".

CD2:
1. "All My Life"
2. "Danny Says" (cover de Ramones)
3. "The One"

## Posições nas paradas
| Tabela (2002)             | Melhor posição |
| ------------------------- | -------------- |
| ARIA charts               | 15             |
| Países Baixos             | 95             |
| Eurochart Hot 100 Singles | 15             |
| Media Control Charts      | 93             |
| Irish Singles Chart       | 14             |
| Itália                    | 30             |
| Nova Zelândia             | 46             |
| Noruega                   | 13             |
| Suécia                    | 37             |
| UK Singles Chart          | 5              |
| Billboard Hot 100         | 43             |
| Alternative Songs         | 1              |
| Mainstream Rock Tracks    | 3              |